# Rajmund Sobiesiak
Rajmund Sobiesiak – tancerz, baletmistrz, choreograf, twórca i pedagog zespołu baletowego przy bydgoskiej Operze i Operetce w latach 1956-1966.

## Życiorys
Zaczął tańczyć jako 8-letni chłopiec. Zawodowo tańczył w Operze Śląskiej (1949-1951) i Studiu Operowym w Gdańsku. Studiował choreografię, a z czasem stał się cenionym pedagogiem. Jego uczniami byli m.in. Alicja Boniuszko i Henryk Gucz. Wielu bydgoskich tancerzy - startując niemal od zera, pod jego okiem osiągnęło profesjonalny poziom.
W ciągu swej 10-letniej kadencji przygotował 5 pełnospektaklowych baletów oraz kilkanaście obrazów choreograficznych i wstawek baletowych do oper i operetek. Z roku na rok rozbudowywał zespół, który z amatorskiego ogniska baletowego rozrósł się do 40-osobowej grupy profesjonalistów, w której obok uznanych nazwisk (Modzelewska, Górzyńska, Kalczyński, Przybylski, Rackiewicz) dojrzewały talenty młodych adeptów sztuki tańca. Bydgoscy tancerze zaczęli pokazywać się w Polsce na festiwalach tanecznych, zdobywając na nich nagrody (Gucz, Rackiewicz). Dużym jego sukcesem stała się „Fontanna Bachczyseraju” B. Asafiewa (1959), a także śmiałe i nowatorskie przedsięwzięcie, jakim były „Balety polskie” (1964) – trzy obrazy choreograficzne, na które składały się: „Bajka” S. Moniuszki, „Chimery” K. Pałubickiego i „Wesele krakowskie w Ojcowie” K. Kurpińskiego. W 1966 r. na swoje pożegnanie z Bydgoszczą przygotował „Pana Twardowskiego” L. Różyckiego. 
Po kilku sezonach spędzonych w Krakowie i Halle wrócił jeszcze na krótko do Bydgoszczy. Na zaproszenie Włodzimierza Ormickiego objął w sezonie 1971/72 kierownictwo baletu. Przygotował choreograficznie „Bal w operze” R. Heubergera (1971), „Poławiaczy pereł” G. Bizeta i „Don Carlosa” G. Verdiego, a przede wszystkim zrealizował „Jezioro łabędzie” P. Czajkowskiego (1972). 